# Kai Tracid

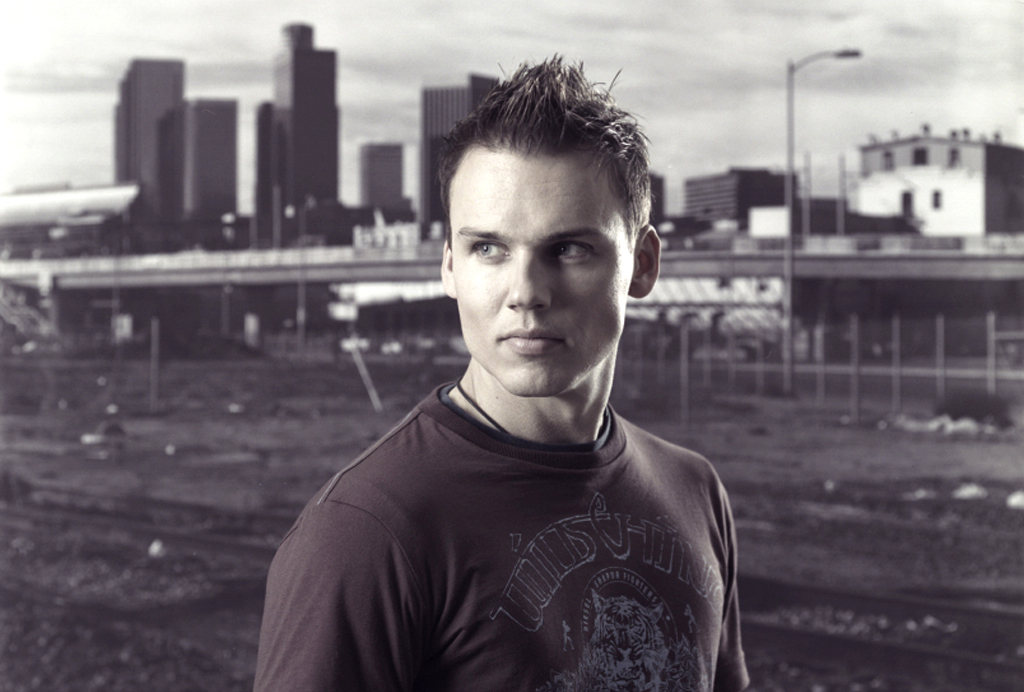
Kai Tracid

Kai Tracid (Echte naam: Kai Franz) is een Duitse dj/producer. Tracid is afgeleid van 2 verschillende muziekgenres, namelijk trance en acid. Sinds 2000 heeft hij een eigen label genaamd Tracid Traxxx.
Kai Tracid heeft op een aantal grote feesten gedraaid waaronder op Sensation, Love Parade, Q-Base en Qlimax.

## Discografie

### Albums
- Kai Tracid - Skywalker 1999 (1999)
- Kai Tracid - Trance & Acid (2002)
- Kai Tracid - Contemplate (the reason you exist) (2003)

### Compilatiealbums
- Kai Tracid - Tranceparency Vol. 1 (1998)
- Kai Tracid - DJ Mix Vol. 1 (1999)
- Kai Tracid - DJ Mix Vol. 2 (2000)
- Kai Tracid - DJ Mix Vol. 3 (2001)

### Singles
- Kai Tracid - So Simple (1996)
- Kai Tracid - Makin' Friends (1997)
- Kai Tracid - Your Own Reality (1997)
- Kai Tracid - Dance For Eternity (1998)
- Kai Tracid - Liquid Skies (1998) #31 Germany
- Kai Tracid - Destiny's Path (1999)
- Kai Tracid - Tiefenrausch (The Deep Blue) (2000)
- Kai Tracid - Too many Times (2001)
- Kai Tracid - Life is too short (2001)
- Kai Tracid - Trance & Acid (2002)
- Kai Tracid - 4 just 1 day (2003) (Dancesmash op Radio 538)
- Kai Tracid - Conscious (2004)
- Kai Tracid - This Is What It's All About (ft. York) (2004)

## Aliassen
Acut Genius, Aeon FX, Arrow, Attractor, The, Computer Controlled, Formic Acid, K, Kai MacDonald, Kenji Ogura, Mac Acid, Mac Music, Tek, Tyrone T.B., W.O.W. 